# Aloe myriacantha
Aloe myriacantha ist eine Pflanzenart der Gattung der Aloen in der Unterfamilie der Affodillgewächse (Asphodeloideae). Das Artepitheton myriacantha leitet sich von den griechischen Worten myrios für ‚zahlreich‘ sowie akantha für ‚Dorn‘ ab.

## Beschreibung

### Vegetative Merkmale
Aloe myriacantha wächst stammlos, ist einfach oder sprossend und bildet dann kleine Gruppen. Die acht bis zwölf linealischen Laubblätter bilden eine Rosette. Die trübgrüne Blattspreite ist 25 Zentimeter lang und 0,8 bis 1 Zentimeter breit. Auf ihr sind nahe der Basis wenige weiße Flecken vorhanden. Die Blattunterseite ist nahe der Basis mit zahlreichen, warzigen, fast etwas stacheligen Flecken bedeckt. Die weißen Zähne am  Blattrand sind klein und stehen 1 bis 2 Millimeter voneinander entfernt. Ihr Abstand wird zur Blattspitze hin größer.

### Blütenstände und Blüten
Der einfache Blütenstand erreicht eine Länge von 20 bis 25 Zentimeter. Die dichten, kopfigen Trauben sind etwa 4,5 Zentimeter lang und 6 Zentimeter breit. Die eiförmig spitz zulaufenden Brakteen weisen eine Länge von 10 bis 20 Millimeter auf und sind 5 bis 12 Millimeter breit. Die in der Regel trüb rötlichen,  selten grünlich weißen Blüten stehen an 10 bis 15 Millimeter langen Blütenstielen. Sie sind 15 bis 20 Millimeter lang und an ihrer Basis verschmälert. Oberhalb des Fruchtknotens sind die Blüten nicht oder nur wenig verengt. Ihre äußeren Perigonblätter sind nicht miteinander verwachsen. Die Staubblätter und der Griffel ragen kaum aus der Blüte heraus.

### Genetik
Die Chromosomenzahl beträgt {\displaystyle 2n=14}.

## Systematik und Verbreitung
Aloe myriacantha ist in Burundi, Ruanda, Kenia, Tansania, Uganda, Zaire, Simbabwe, Malawi sowie den südafrikanischen Provinzen Ostkap und KwaZulu-Natal auf felsigem Grasland in Höhen von bis zu 2630 Metern verbreitet.
Die Erstbeschreibung als Bowiea myriacantha durch Adrian Hardy Haworth wurde 1827 veröffentlicht. Joseph August Schultes und sein Sohn Julius Hermann Schultes stellten die Art 1829 in die Gattung Aloe.
Synonyme sind Leptaloe myriacantha (Haw.) Stapf (1933), Aloe johnstonii Baker (1887), Aloe caricina A.Berger (1905) und Aloe graminifolia A.Berger (1905).

## Nachweise